# 髙井良成
髙井 良成（たかい りょうせい、2001年12月9日 - ）は、ジャパンラグビーリーグワンNECグリーンロケッツ東葛に所属するラグビー選手。

## プロフィール
- 大阪府出身[1]。
- ポジションはウィング(WTB)、センター(CTB)。
- 身長 176 cm、体重 82 kg

## 略歴
2020年、関大北陽高校卒業後、京都産業大学に入る。
2024年、アーリーエントリーでNECグリーンロケッツ東葛に加入。同年12月28日に行われたJAPAN RUGBY LEAGUE ONE第2節釜石シーウェイブス戦にて先発出場でリーグワン公式戦初出場を果たした。